# Курт Голдщайн
Курт Голдщайн (на немски: Kurt Goldstein) е американски невролог от немски произход, пионер в модерната невропсихология.

## Биография
Роден е на 6 ноември 1878 година в Катовице, Полша (тогава Германия). След като преподава неврология и психиатрия в няколко германски университета (Кьонигсберг, 1912; Франкфурт на Майн, 1918; Берлин, 1922), напуска страната си, за да избяга от нацисткия режим (1933). В САЩ възобновява своята преподавателска дейност първоначално в Колумбийския университет (1936), а след това в Харвард (1940). Изследванията му върху мозъчните наранявания го довеждат до критика на теорията за церебралните локализации и до преоценка на проблема за функционирането на нервната система и на организма като цяло. Голдщайн стига до убеждението, че организмът действа като неразчленимо телесно-духовно единство, че реагира цялостно, когато една част е засегната, и че цялото регулира частите. Основното му произведение „Структура на организма е преведено“ на френски през 1951 година.
Умира на 19 септември 1965 година в Ню Йорк.

## Книги
- Goldstein, Kurt. (1940). Human Nature in the Light of Psychopathology. Cambridge: Harvard University Press.
- Goldstein, Kurt; Scheerer, Martin.(1941): Abstract and Concrete Behavior: An Experimental Study With Special Tests. In: Psychological Monographs, ed. by John F. Dashell, Vol. 53/1941, No. 2 (whole No. 239), S. 1 – 151.
- Goldstein, Kurt. (1942) After effects of brain injuries in war. New York: Grune & Stratton.
- Goldstein, Kurt., Hanfmann, E., Rickers-Ovsiankina (1944). Case Lanuti: Extreme Concretization of Behavior Due to Damage of the Brain Cortex. In: Psychological Monographs, ed. by John F. Dashell, Vol. 57/1944, No. 4 (whole No. 264), S. 1 – 72.
- Goldstein, Kurt., Scheerer, M., Rothmann, E. (1945). A Case of „Idiot Savant“: An Experimental Study of Personality Organization. In: Psychological Monographs, ed. by John F. Dashell, Vol. 58/1945, No. 4 (whole No. 269), S. 1 – 63.
- Goldstein, Kurt. (1948). Language and Language Disturbances: Aphasic symptom complexes and their significance for medicine and theory of language. New York: Grune & Stratton.
- Goldstein, Kurt. (1967). Selected writings. ed., Aron Gurwitsch, Else M. Goldstein.